# Command billentyű
A Command gomb (⌘), más néven cmd vagy alma gomb egy úgynevezett módosító billentyű az Apple billentyűzeteken. A Command gomb célja, hogy biztosítsa a felhasználó számára, hogy billentyűkombinációkat használjon a grafikus felhasználói felület alkalmazásainak használata során. A kiterjesztett Macintosh billentyűzet legelterjedtebb típusán két command gomb van, a szóköz billentyű két oldalán, de a kompakt típusú billentyűzeteken csak a szóköz bal oldalán található meg.
A “⌘” szimbólum (“hurkos négyzet”) azután került kiválasztásra, amikor Steve Jobs meglátta, hogy a menüben a billentyűkombinációk esetén túlzottan sokszor fordul elő az Apple logó. Az Apple adaptációja a szimbólumot illetően részben a skandináv országokban használt, érdekes helyek jeléből származik, amelyet tartalmaz már a Unicode (és HTML) szabvány is: U+2318 ⌘ (HTML: &#8984;). A szimbólum sok más néven is ismert, többek között “Saint John's Arms” és “Bowen csomó”.

## Története
Az Apple számítógépei egészen az 1979-ben megjelent Apple II Plus-szal bezáróan nem rendelkeztek a Command gombbal. Az első olyan modell, amelyik esetén megjelent a gomb, az 1980-as Apple III volt, ahol két command is volt a szóköz két oldalán, a billentyűzet legalsó gombsorában. Két másik korai számítógép, az 1982-es kiadású Apple IIe és az 1984-es Apple IIc is rendelkezett két hasonló gombbal (üres és teli alma), szintén a szóköz két oldalán, ám ezeken a gépeken a gombokhoz egy, a számítógéphez kapcsolódó joystick első két tűzgombja volt mappelve. Ez pár extra vezetékkel és a ROM megváltoztatása nélkül később lehetővé tette a különböző billentyűkombinációk (így például az üres alma és C a másoláshoz) használatát a módosító billentyű és az alapbillentyű kombinálásával, az Apple II ugyanis egyszerre csak egy billentyű lenyomását tudta kezelni (például a Shift vagy a Control billentyűket a billentyűzet feldolgozó hardvere kezelte, ami ezeket felismerve generált ASCII kódot). Ezekben az esetekben a bal oldali alma gomb egy körvonalas, "üres" Apple logót, míg a jobb oldali egy kitöltött, "teli" almát tartalmazott. Az Apple Lisa csak egy, teli Apple logós billentyűvel rendelkezett. Amikor 1984-ben bemutatkozott a Macintosh, annak billentyűzetén csak egy command gomb volt, már az új, “hurkos négyzet” alakú szimbólummal (⌘, U+2318), Steve Jobs döntésének megfelelően, szerinte ugyanis az ezt megelőzően használni szándékozott Apple logó menüben való túlzott halmozása a billentyűkombinációk mellett "elkoptatná azt". Így a ⌘ szimbólum jelenik meg a Macintosh menüjében elsődleges módosító billentyűként.
1986-ban bejelentették az Apple IIGS-t. Ez a gép már az új Apple Desktop Bus (ADB) csatlakozót használta a billentyűzet és az egér kezelésére, ahogyan a később megjelent újabb Macintosh számítógépek, így mondjuk a Macintosh SE is. Ettől függetlenül ez még mindig csak egy Apple II volt. Az Apple megváltoztatta a IIGS billentyűit Command és Option billentyűkre, ahogyan az már a Mac billentyűzete esetén volt, de a Command gomb esetén üres almát hagyott, hogy az kapcsolódjon a korábbi Apple II-es gépek billentyűzetéhez. (Az Option gombon ugyanakkor nem volt teli alma, valószínűleg azért, mert az Apple II-es alkalmazások sokkal gyakrabban használták az üres alma gombot, mint a telit, így kevésbé volt szükséges azt megtartani.) Mivel bármely ADB csatlakozós billentyűzet használható volt a IIGS-ekkel is, az összes ADB-s billentyűzet, így a Mac-esek esetén ott kellett legyen az üres alma gomb is – ami több mint húsz évig ott is ragadt, összezavarva így a felhasználókat még sokáig azután, hogy az Apple II-es gépek gyártása befejeződött.
Az alma szimbólum a billentyűzet 2007-es újratervezésekor tűnt el a gombról, helyet adva így a billentyű nevének. Az amerikai kiosztás esetén így a “command”, míg az európai kiosztásokon a “cmd” felirat szerepel a gombon.

## Funkciója
A Command gombnak egyetlen célja van: lehetővé tenni a felhasználó számára a billentyűkombinációk használatát. A Macintosh Human Interface Guidelines dokumentum mindig is javasolta a fejlesztők számára, hogy használják a Command (és ne a Control vagy Option) gombot a billentyűkombinációkhoz. Egy kisebb utasításkészlet (így például a kivágás, beillesztés, megnyitás, mentés) szinte minden alkalmazásban alapértelmezetten elérhető, sok más pedig bevett standard lett (így például a keresés). Ha egy alkalmazásnak több billentyűparancsra van szüksége, mint amennyi a latin ábécé 26 betűje lehetővé tesz, akkor kétszeres módosítás, így például a Command+Option kombináció használatos.
Ennek a megoldásnak egyik előnye a Microsoft Windows kevert Control és Alt használatával szemben, hogy a Control billentyű esetén továbbra is elérhető annak eredeti funkciója: lehetővé teszi vezérlőkarakterek beírását terminál alkalmazásokban. (A Control gomb ugyan hiányzott a legelső Macintosh esetén, de nem sokkal később hozzáadták, lehetővé téve a kompatibilis terminál alkalmazások használatát.)
A Macintosh billentyűzet másik “szokatlan” módosító billentyűje, az Option módosítóként szolgál mind a billentyűparancsok, mind a szövegbevitel során, és legtöbbször külföldi karakterek, tipográfiai szimbólumok vagy más, nem standard karakterek beírásánál használatos.

## A szimbólum eredete

A svéd H22-es közúti jelzés

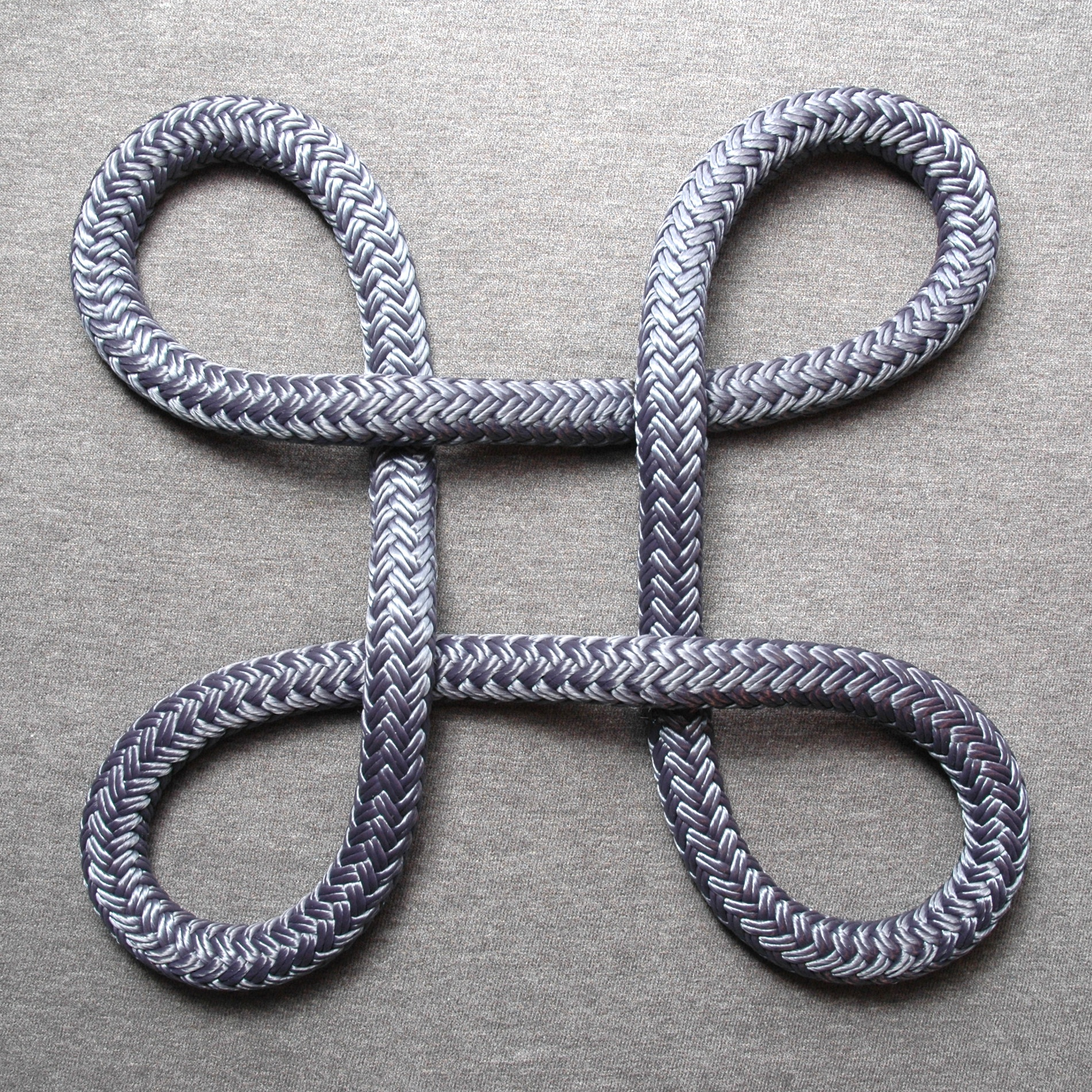
Bowen csomó

A ⌘ szimbólum Susan Kare jóvoltából került a Macintosh projektbe, annak vége felé. Steve Jobs nem akarta a cég logóját "elkoptatni", ezért arra utasította a grafikusokat, hogy keressenek helyette mást. Mivel mindez a fejlesztés végén merült csak fel, így csak néhány nap állt Susan rendelkezésére, hogy megfelelő jelet találjon az alma helyett. Éppen egy szimbólum-könyvtárat böngészett, amikor szembe jött vele egy négy levelű lóhere formájú szimbólum, amit Észak-Európában a kulturális és egyéb szempontból érdekes helyek megjelölésére használnak.
Ez a jel a hivatalos közúti jelzése a turisztikai látványosságoknak Svédországban, Finnországban és Izlandon, és a számítógép billentyűzetén a gombot a svéd felhasználók gyakran Fornminne (ősi műemlék), a dánok pedig Seværdighedstegn néven nevezik.
Amikor megmutatta a jelet a csapat többi tagjának, az mindenkinek tetszett, így került ez a szimbólum az 1984-ben megjelent Macintosh Command billentyűjére. Susan Kare állítása szerint a szimbólum azért került alkalmazásra a skandináv országokban, mert hasonlít egy felülről nézett, négyzet alakú kastélyra, amelynek a négy sarkában egy-egy kör alakú vártorony van.
A szimbólum elérhető volt az eredeti Macintosh "Chicago" nevű betűtípusában, könnyen beilleszthető volt a control-q leütésével.
Ezen felül tartalmazza az Unicode (és HTML) szabvány is: U+2318 ⌘ (HTML: &#8984;).

## Más billentyűzeteken
Amikor egy nem Apple által tervezett billentyűzetet csatlakoztatunk egy Mac OS X vagy Mac OS 9-et futtató számítógéphez, az operációs rendszer megpróbál egy hasonló szerepű gombot hozzárendelni a Command billentyű funkciójához. Így például egy Windows logóval ellátott billentyűzet esetén a Windows logós gombhoz rendeli hozzá a Command billentyű funkcióját. Egy, a Sun által tervezett billentyűzeten pedig a Meta (◆) gombhoz rendeli a Command funkcióját.[forrás?]
Fordított esetben, tehát ha egy Apple USB billentyűzetet egy Windows-t futtató PC-hez csatlakoztatunk, vagy egy Intel-alapú Mac laptopon fut Windows a Boot Camp segítségével, akkor a Command billentyű válik a Windows billentyűvé. Egyes Linux disztribúciók, így például a Red Hat és változatai esetén a bal oldali Command billentyű a Meta gomb funkcióját veszi fel, míg a jobb oldali pedig a Compose gombét.

## Fordítás
Ez a szócikk részben vagy egészben  a   Command key című angol Wikipédia-szócikk fordításán alapul.  Az eredeti cikk szerkesztőit annak laptörténete sorolja fel. Ez a jelzés csupán a megfogalmazás eredetét és a szerzői jogokat jelzi, nem szolgál a cikkben szereplő információk forrásmegjelöléseként.